# Rakovički potok
Le Rakovički potok (en serbe cyrillique : Раковички поток) est un ruisseau de Serbie. Sa longueur est de 8,5 km. Il est un affluent droit de la Topčiderska reka et constitue l'un des 40 cours d'eau qui traversent ou traversaient Belgrade (la majorité d'entre eux, canalisés, servent désormais à l'évacuation des eaux usées de la ville).

## Parcours
Le Rakovički potok prend sa source sur les pentes septentrionales de la colline de Torlak, au sud-est du quartier de Kumodraž, dans la municipalité urbaine de Voždovac. Il longe l'est de la colline et passe entre les quartiers de Jajinci et de Selo Rakovica. Au niveau du Pašinac polje, il reçoit sur sa gauche le Milošev potok. Il bifurque vers le nord-ouest et entre dans la municipalité urbaine de Rakovica. Il coule au nord du quartier de Resnik et dans les quartiers de Jelezovac, Sunčani breg et Straževica et passe à proximité du monastère de Rakovica. Dans le quartier de Kneževac, le Rakovički potok reçoit les eaux du ruisseau Zmajevac. Dans les derniers 300 mètres de son parcours, le ruisseau est canalisé puis il se jette dans la Topčiderska reka.

## Caractéristiques
Le nom du ruisseau provient du mot serbe rak qui signifie « l'écrevisse » ; il est ainsi nommé en raison des nombreuses écrevisses que l'on pouvait y trouver au Moyen Âge ; à son tour, il a donné son nom à la municipalité moderne de Rakovica, au quartier de Rakovica (situé dans la municipalité), au quartier de Selo Rakovica (dans la municipalité de Voždovac) et au monastère de Rakovica.
La partie centrale de la vallée du Rakovički potok est parcourue par la partie orientale du Kružni put, la route qui relie les faubourgs sud de Belgrade et qui doit être intégrée au périphérique de Belgrade encore en construction. La ligne de chemin de fer Belgrade-Požarevac emprunte également la vallée. Le secteur situé à la confluence du ruisseau constitue l'une des zones industrielles les plus importantes de la capitale serbe.
En mai 1999, au cours du bombardement de la Serbie par l'OTAN, le poste électrique de Rakovica a été touché et 80 tonnes de fioul ont partiellement brûlé, polluant l'atmosphère ; une partie de ce fioul s'est écoulée dans le Rakovički potok, la Topčiderska reka et la Save.